# Tungvikt i boxning vid olympiska sommarspelen 1988
Resultat från boxning vid olympiska sommarspelen 1988 och herrarnas tungvikt. Boxarna vägde under 91 kg. Tävlingarna arrangerades i Chamshil Students' Gymnasium i Seoul.

## Medaljörer
| Klass    | Guld             | Silver                   | Brons                             |
| Tungvikt | Ray Mercer · USA | Baik Hyun-Man · Sydkorea | Andrzej Gołota · Polen            |
| Tungvikt | Ray Mercer · USA | Baik Hyun-Man · Sydkorea | Arnold Vanderlyde · Nederländerna |

## Resultat

### Första rundan
| Vinnare            | Resultat      | Förlorare           |
| Första rundan      | Första rundan | Första rundan       |
| ------------------ | ------------- | ------------------- |
| Tom Glesby (CAN)   | RSC-2         | Claus Nielsen (DEN) |
| Gyula Alvics (HUN) | 5-0           | José Ortega (ESP)   |

### Andra rundan
| Vinnare                 | Resultat     | Förlorare               |
| Andra rundan            | Andra rundan | Andra rundan            |
| ----------------------- | ------------ | ----------------------- |
| Maik Heydeck (GDR)      | 5-0          | Juan Antonio Diaz (ARG) |
| Baik Hyun-Man (KOR)     | 5-0          | Zeljko Mavrovic (YUG)   |
| Andrzej Golota (POL)    | 5-0          | Svilen Rusinov (BUL)    |
| Harold Obunga (KEN)     | RSC-1        | Tualau Fale (TGA)       |
| Luigi Gaudiano (ITA)    | 3-2          | Ramzan Sebijev (URS)    |
| Ray Mercer (USA)        | RSC-3        | Rudolf Gavenciak (TCH)  |
| Arnold Vanderlyde (NED) | 3-2          | Henry Akinwande (GBR)   |
| Gyula Alvics (HUN)      | RSC-2        | Tom Glesby (CAN)        |

### Kvartsfinaler
| Vinnare                 | Resultat      | Förlorare            |
| Kvartsfinaler           | Kvartsfinaler | Kvartsfinaler        |
| ----------------------- | ------------- | -------------------- |
| Baik Hyun-Man (KOR)     | RSC-1         | Maik Heydeck (GDR)   |
| Andrzej Golota (POL)    | 5-0           | Harold Obunga (KEN)  |
| Ray Mercer (USA)        | KO-1          | Luigi Gaudiano (ITA) |
| Arnold Vanderlyde (NED) | 5-0           | Gyula Alvics (HUN)   |

### Semifinaler
| Vinnare             | Resultat    | Förlorare               |
| Semifinaler         | Semifinaler | Semifinaler             |
| ------------------- | ----------- | ----------------------- |
| Baik Hyun-Man (KOR) | RSC-2       | Andrzej Golota (POL)    |
| Ray Mercer (USA)    | RSC-2       | Arnold Vanderlyde (NED) |

### Final
| Vinnare          | Resultat | Förlorare           |
| Final            | Final    | Final               |
| ---------------- | -------- | ------------------- |
| Ray Mercer (USA) | KO-1     | Baik Hyun-Man (KOR) |